# Ильич (Рогачёвский район)
Ильи́ч (бел. Ільі́ч) — посёлок городского типа в Звонецком сельсовете Рогачёвского района Гомельской области Беларуси.
До 13 августа 1964 года посёлок входил в состав Журавичского сельсовета.
На востоке, юге и западе граничит с лесом.
Начиная со второй половины XX века начинается массовая застройка посёлка, что связано с введением в эксплуатацию в 1960 году РУП «Ильичёвская фабрика ПОШ».

## География

### Расположение
В 38 км на северо-восток от районного центра и железнодорожной станции Рогачёв (на линии Могилёв — Жлобин), 100 км от Гомеля.

### Геологическое строение и рельеф

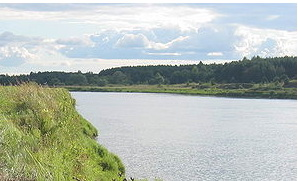
Река Днепр в окрестностях п. Ильич

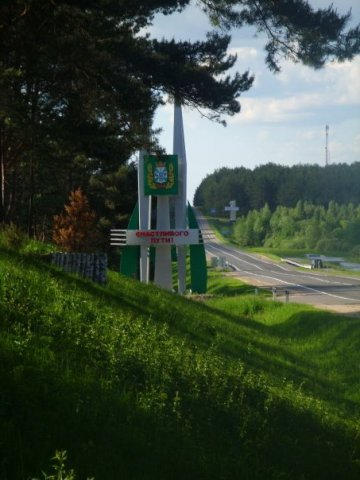
Граница Гомельской и Могилёвской областей вблизи пос. Ильич

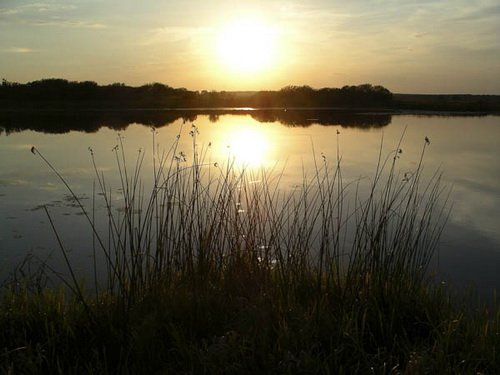
оз. Становое

Рельеф преимущественно равнинный, с незначительными возвышенностями. В тектоническом отношении Рогачевский район относится к Жлобинской седловине. Сверху залегают породы антропогенового возраста мощностью от 1-5 до 20-40 метров, в ледниковых ложбинах — до 130 метров. Глубже, в виде останцов отложения неогенового и палеогенового периодов до 10-20 метров, мелового — до 70 метров, юрского — до 45 метров, девонские — до 200 метров, верхнепротерозойские — до — 420 и больше. Под осадочным чехлом залегают породы кристаллического фундамента на глубине 800—1000 метров ниже уровня моря. Глубина расчленения рельефа до 10 м/км. Около деревни Звонец примерно в 1 км к югу от посёлка Ильич расположена наивысшая точка Рогачёвского района — 173 метра.
Почвы находятся в пределах Рогачевско-Славгородско-Климовнчского агропочвенного района и Кировско-Кормянско-Гомельского агропочвенного подрайона.

### Климат
Климат умеренно континентальный. Осадков 590 мм в год. Вегетационный период — 192 дня. Средняя температура января −7 °C, июля +18,3 °C. Абсолютный минимум температуры воздуха −36 °C, абсолютный максимум +36 °C. Раз в 8 лет, наблюдаются повышенно влажные годы (осадков более 710 мм). В особенно засушливые годы не более 400 мм осадков. Средняя высота снега зимой 15 см, максимальный уровень 33 см. Дней с относительной влажностью более 80 % около 125 в году, с влажностью не более 30 % около 12. Преобладают юго-западные ветры.

### Животный мир
Основными представителями животного мира являются заяц, кабан, лисица, ёж, косуля, крот, енот, белый аист, гуси, дятел, серый журавль, утка, медянка, жаба, ящерицы и др. Животный мир полей и лугов представлен грызунами (полевка серая, мышь полевая). На лугах и в кустах живут кукушки, соловьи, удоды, грачи, вороны, галки. Ряд птиц живут возле поселений: ласточки, стрижи, дрозды, воробьи, аисты.

### Растительность
Лесной покров представлен хвойными, березовыми, дубовыми, осиновыми, еловыми. Из кустарников преобладают ольховые. Пахотные земли района сильно засорены пыреем, дикой редькой, сурепкой, сушеницей, зверобоем, осотом и др. сорной растительностью. Травяной покров лугов состоит из мятлика, клевера, лапчатки, черноголовки, лютиков, мелких осок и др. Также в окрестностях посёлка можно встретить марь белую, сафлор.

## Гидрология
В 2 км восточнее Днепра, с запада к посёлку примыкает озеро Становое (площадь 16,9 га). В 4 км. на восток (в 250 м. на северо-запад от д. Гута возле р. Гутлянка) расположен родник "Чернецова криница". Родник представляет собой небольшое озеро, в котором бьют два ключа, а на укрепленном берегу имеется небольшая часовня.

## Транспортная система
Расположен на трассе Санкт-Петербург — Одесса. Планировка состоит из квартальной застройки, к которой на севере и западе присоединяются 2 короткие прямолинейные улицы. Застройка преимущественно деревянная, усадебного типа. Дома городского (ул. Черёмушки, ул. Новая) и сельского типа. В меридиональном направлении вытянуты улицы Юбилейная, Садовая, Комсомольская, Партизанская; в широтном — Школьная, пер. Школьный, Ленина, Озёрная, Первомайская, 8 Марта, Интернациональная.

## Археология
Непосредственно в посёлке Ильич были найдены только памятники позднего этапа Зарубенецкой археологической культуры (примерно 5-2 вв. до н. э.). Однако стоит отметить, что в близлежащих населенных пунктах найдены памятники ещё и Милоградской культуры (деревня Шапчицы, в 5 км к юго-западу от посёлка), возле деревни Гута (в 3 км к востоку от посёлка) выявлена стоянка эпохи неолита, найдены курганные насыпи радимичей, а также времён Киевской Руси (деревня Гута). Известно, что недалеко от деревни Шапчицы на берегу Днепра располагалось городище железного века.

## История

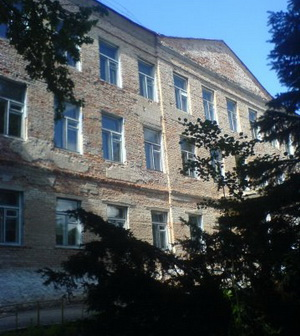
Ильичёвская средняя школа

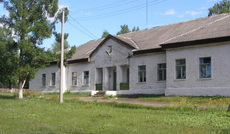
Больница

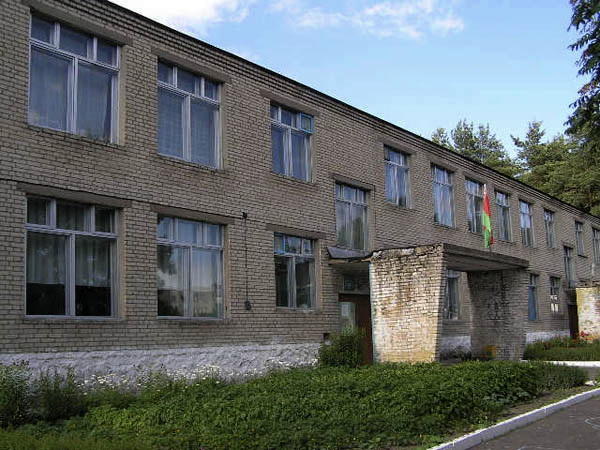
Детский сад

### Основание
Недалеко от деревни Звонец на бывших помещичьих землях в 1924 году жители деревни Гута построили три дома, тем самым основали новый поселок.
В 1930 году жители вступили в колхоз.

### Период Великой Отечественной войны
На начало Великой Отечественной войны посёлок Ильич насчитывал всего 53 жителя и входил в Журавичский район. На данной территории значительная роль в боевых действиях отводилась 102-й стрелковой дивизии полковника П. М. Гудзя, которая входила в состав 67-го стрелкового корпуса 21-й армии.
В ночь с 10 на 11 июля 1941 года части дивизии заняли оборону на фронте Новый Быхов, Обидовичи, Шапчицы, Гадиловичи по левому берегу Днепра и усиленно производили отрывку окопов и щелей полного профиля. 17 июля, не выдержав мощных ударов противника, пехотные части дивизии начали отход к Лудчицам и Н.Быхову. П. М. Гудзь был снят с поста командира дивизии (18 июля 1941 года в командование дивизией вступил начальник штаба комбриг И. Г. Бессонов). Остатки 410-го стрелкового полка к утру 21 июля, переправившись через Днепр, сосредотачивались на восточном берегу в районе деревни Звонец. В ожесточенных боях 21-22 июля 467-й стрелковый полк потерял больше половины личного состава, остальные мелкими группами вышли на левый берег и к утру 23 июля сосредоточились в районе д. Ильич (В боях погиб командир полка полковник Шалва Григорьевич Кипиани). 21 июля 1941 года дивизией командовал уже полковник С. С. Чернюгов. Через два дня уцелевшие её части заняли оборону по линии «Шапчицы—Ильич». Здесь, на границе Быховского и Журавичского районов, остатки дивизии, ведя оборонительные бои местного значения, находились на позициях почти три недели до 12 августа. 12 августа противник, после сильной артиллерийской и авиационной подготовки, мощными ударами 13-го и 12-го армейских корпусов сломил сопротивление 21-го, 63-го и 67-го стрелковых корпусов и поставил их перед угрозой полного окружения. Остатки подразделений, в том числе и 102-й стрелковой дивизии, продолжая очаговые бои, мелкими группами выходили из окружения на восток и юго-восток самостоятельно.
Через Журавичский район проходили важные коммуникации гитлеровской армии, в частности Варшавский тракт, по которому осуществлялось снабжение фронта на центральном направлении. Вдоль коммуникаций гитлеровцы насадили сильные гарнизоны. Здесь не было больших лесных массивов, что затрудняло развитие партизанского движения. Однако это не помешало сформировать 10-ю Журавичскую партизанскую бригаду (также на территории района действовала 8-я Рогачёвская бригада). К весне 1943 года Журавичская бригада насчитывала более двух тысяч бойцов. Партизаны провели около сотни открытых боёв, подрывали мосты, пускали под откос эшелоны, уничтожали линии связи. Бригада дислоцировалась в лесном массиве возле деревни Свержень примерно в 10 км к юго-западу от посёлка. В ноябре 1943 года оккупанты сожгли 13 дворов и убили одного жителя. В боях возле посёлка погибло три советских солдата (похоронены на кладбище), 11 ильичёвцев погибло на фронте.
Посёлок был освобождён от немецких оккупантов 2 декабря 1943 года в ходе Гомельско-Речицкой операции войсками правого крыла 1-го Белорусского фронта.

### Послевоенный период
Посёлок в первое время рос медленно. Однако, когда в 1950 году начали строить льнозавод (далее Журавичский лубзавод), а позже сделали его реконструкцию, стало набирать обороты строительство жилья. В 1953 году были построены ясли-сад. В 1955 году открыт детский сад. В 1954 году был построен здравпункт, а в 1956 году началось строительство больницы, в посёлке построили 26 двухквартирных дома. Была построена средняя школа с прилегающим садом. В июле 1957 года Журавичский лубзавод вошёл в подчинение Управления заготовок и первичной обработки льна и конопли Совета Народного хозяйства БССР.
В 1966 году к посёлку присоединён посёлок Лубзавод.
В 1960 году на базе лубзавода была организована Журавичская фабрика «Первичной Обработки Шерсти» (позже переименованная в Ильичёвскую фабрику «ПОШ»). Понадобилось большое количество новых работников. В 1963 году построено 12 двухквартирных, один 12-квартирный и один 16-квартирный дом.
За период 1976—1989 годов было построено 12 финских домов, два 16-квартирных, один 24-квартирный, один 45-квартирный дом, административный корпус, Дом культуры, спортзал. В 1992 году был сдан в эксплуатацию 60-квартирный пятиэтажный дом. Фабрика ПОШ являлась единственным градообраующим предприятием с численностью работников — 550 человек.

### Экономика
Примерно с середины 1990-х годов наблюдается спад в численности населения посёлка, что в первую очередь связано сперва с периодическими сбоями в работе фабрики «ПОШ», а в дальнейшем (в 2007 году) с ликвидацией данного предприятия.
В 2002 году образовано иностранное предприятие «Ламберинг» по выпуску дубового шпона. В 2007 году на базе фабрики «ПОШ» создано новое предприятие — совместное общество с ограниченной ответственностью «Ильичёвская шерстомойка».  Посёлок Ильич включён в Комплексную программу развития регионов, малых и средних городских поселений на 2006—2010 годы.

## Промышленность
На сегодняшний день представлен предприятиями лёгкой и деревообрабатывающей промышленности. На территории фабрики идёт изготовление тротуарной плитки 

## Образование. Культура. Социальная сфера

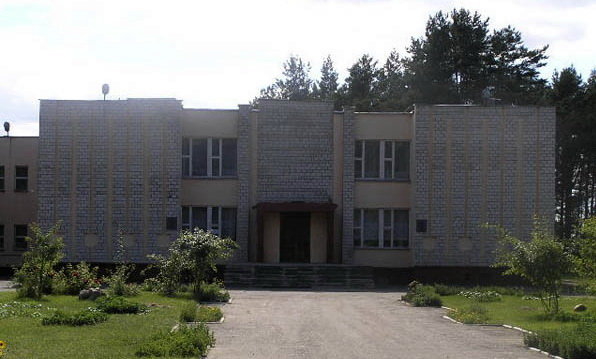
Дом культуры

В посёлке функционируют: общеобразовательная школа, детский сад, Ильичёвская сельская библиотека (книжный фонд — 11176 экземпляр), дом культуры (200 посадочных мест, при СДК создан вокальный ансамбль «Асалода»), спортзал, амбулатория, аптека, отделение связи и ОАО "АСБ Беларусбанк", магазины, баня, церковь евангельских христиан «Путь Спасения», музей истории посёлка (филиал Рогачёвского музея Народной славы).

### Ильичёвский филиал Рогачёвского музея Народной Славы
Ильичёвский филиал Рогачёвского музея Народной славы преобразован из школьного музея В. И. Ленина (созданного в 1963 году), на основании письма министерства культуры БССР, письма управления культуры и распоряжения горисполкома в 1989 году. Первоначально филиал находился в одной комнате и коридоре школы площадью 150 м². В 1990 году Рогачёвскому музею народной славы были переданы собранные Ильичёвской средней школой материалы по истории школы и посёлка Ильич. Построено здание музея и сдано в эксплуатацию в 1992 году, затем началась работа по созданию экспозиции филиала музея в построенном помещении, оформлялись залы: «Этнография и быт», «Истории фабрики первичной обработки шерсти», «Истории Ильичевской школы». Сейчас в филиале работают два научных сотрудника. Музей включает 3326 единиц основного фонда и 1424 научно-вспомогательного.

## Население

### Численность
2009 год — 973 жителя.

### Динамика
- 1940 год — 16 дворов 53 жителя.
- 1959 год — 99 жителей (согласно переписи).
- 1962 год — 480 жителей.
- 1992 год — 1300 жителей.
- 2004 год — 401 хозяйство, 1966 жителей.
- 2009 год — 973 жителя.
- 2019 год — 860 жителей.